# Meursault
Cet article concerne la ville de France. Pour le personnage du roman d'Albert Camus, voir L'Étranger. Pour le vin, voir Meursault (AOC).
Meursault est une commune française viticole, située sur la route des Grands Crus dans le vignoble de Bourgogne dans le département de la Côte-d'Or en région Bourgogne-Franche-Comté. Ses habitants sont appelés les Murisaltiens.
Meursault doit sa notoriété internationale à la qualité de ses vins, essentiellement blancs et issus du cépage chardonnay.

## Toponymie
La première attestation du toponyme Meursault date de 1094 dans une charte de l'abbaye de Cluny, comme Murassalt et Mussalt. Cependant, ces formes auraient été des coquilles, étant donné que dans d’autres attestations, la lettre a n’apparaissent pas dans la seconde syllabe dans ce toponyme. La même lettre va faire sa seule réapparition dans le 13e siècle, ce qui suggère que les chartes de l’abbaye ont été retranscrites dans cette période.
Plus tard, ce toponyme apparaît comme Muresaldum (1119), Muressalt (1148), Muressaut (1155), Murissalt (1168), Muresauth (1168), Meuressault (1549), Murseau (1686), et enfin Meursault (1713). Lebel suggère que Muressalt (1148) ou Murissalt (1168) aurait été phonétiquement évolué de *mureis salt, qui serait éventuellement dérivé de *muriscu saltu, le dernier étant composé du mot latin muru « mur » avec un suffixe germanique -isc (possiblement du germanique occidental -isk) et le mot latin saltu « forêt » (c’était employé aussi fréquemment que son synonyme silva, mais sera remplacé par le mot germanique – possiblement du vieux francique — bosk qui devient le mot français bois).
L’existence d’un bois à Meursault pourrait être établie par le nom de la rivière qui y passe : Le Ruisseau des Clous, attesté comme Agine dans des textes médiévaux (depuis 1155). Lebel donne la reconstruction de ce nom comme *Hagina, un dérivé issu de haga « bois clos » suivi par un suffixe germanique -ina (possiblement du proto-germanique -*īnaz). Les Francs appelaient des bois clos haga ou *hagja, ce qui existe en bourguignon age, et est apparenté au français haie et à l’anglais hedge.
Une tentative pour proposer l’étymologie du toponyme Meursault a été faite pour la première fois dans l’ouvrage Histoire de la ville de Beaune et de ses antiquités par Antoine Gandelot (1714-1785). Cet auteur a constaté que ce nom serait issu du latin Murissaltus, ce qui désigne « la forêt du rat » sans donner des explications supplémentaires. Plusieurs guides touristiques et guides œnologiques ont repris cette théorie, et certains ajoutent aussi que ce nom pourrait aussi désigner le « saut du rat », « rat » prétendument étant le nom de la forêt qui recouvrait Meursault. Cela pourrait s’expliquer par le caractère homonymique du mot latin muris, désignant soit le génitif singulier de ᴍūs « rat », ou le datif/ablatif pluriel de ᴍūʀᴜs « mur ». À part cela, Berthoud et Matruchot ont proposé minor saltus, mais serait moins convaincant comme celui-ci ne pourrait phonétiquement évoluer pour devenir le toponyme actuel.

## Géographie
Meursault est situé le long de la Côte de Beaune.

### Communes limitrophes

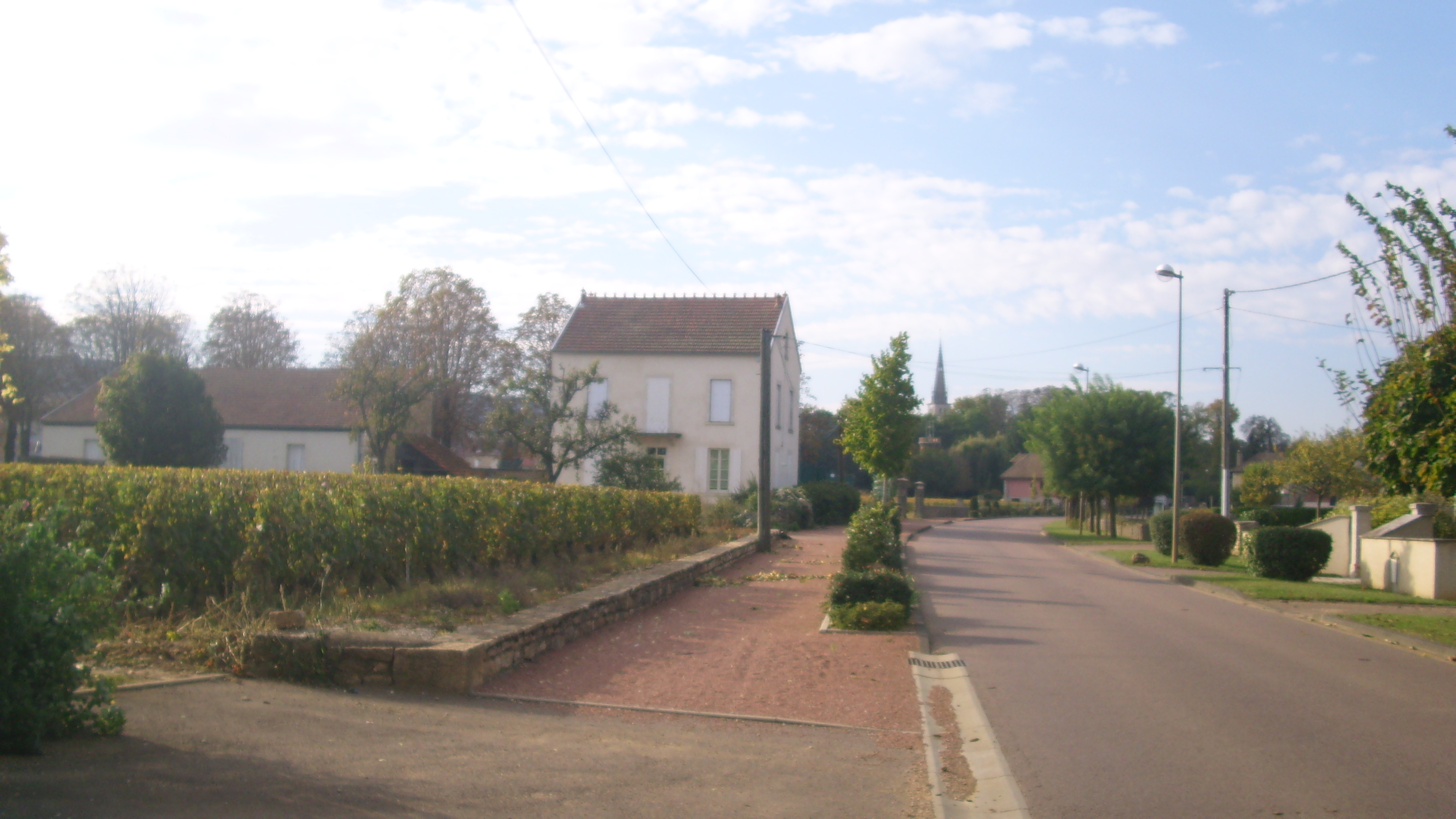
Rue à Meursault.
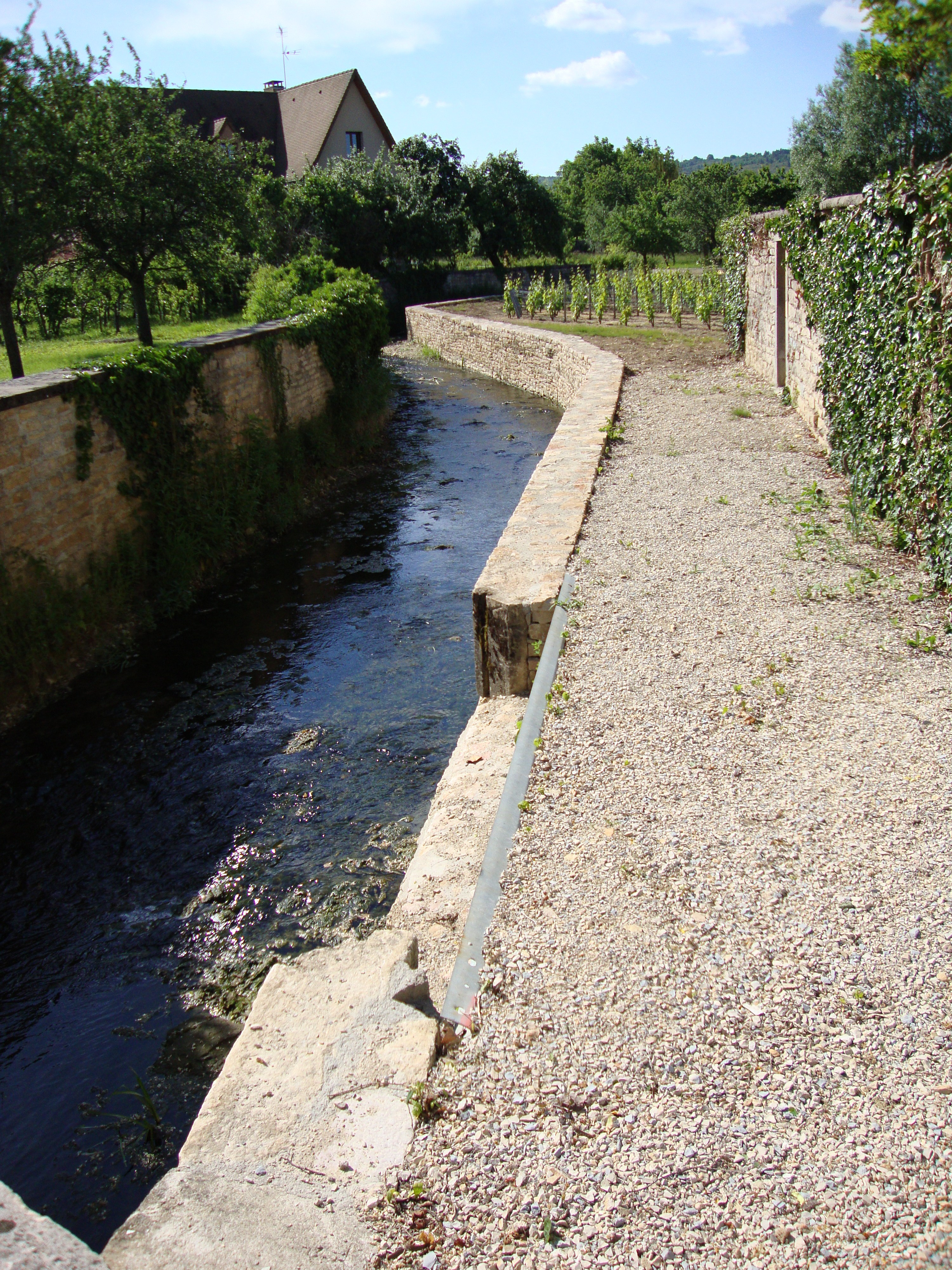
Ruisseau des Cloux.
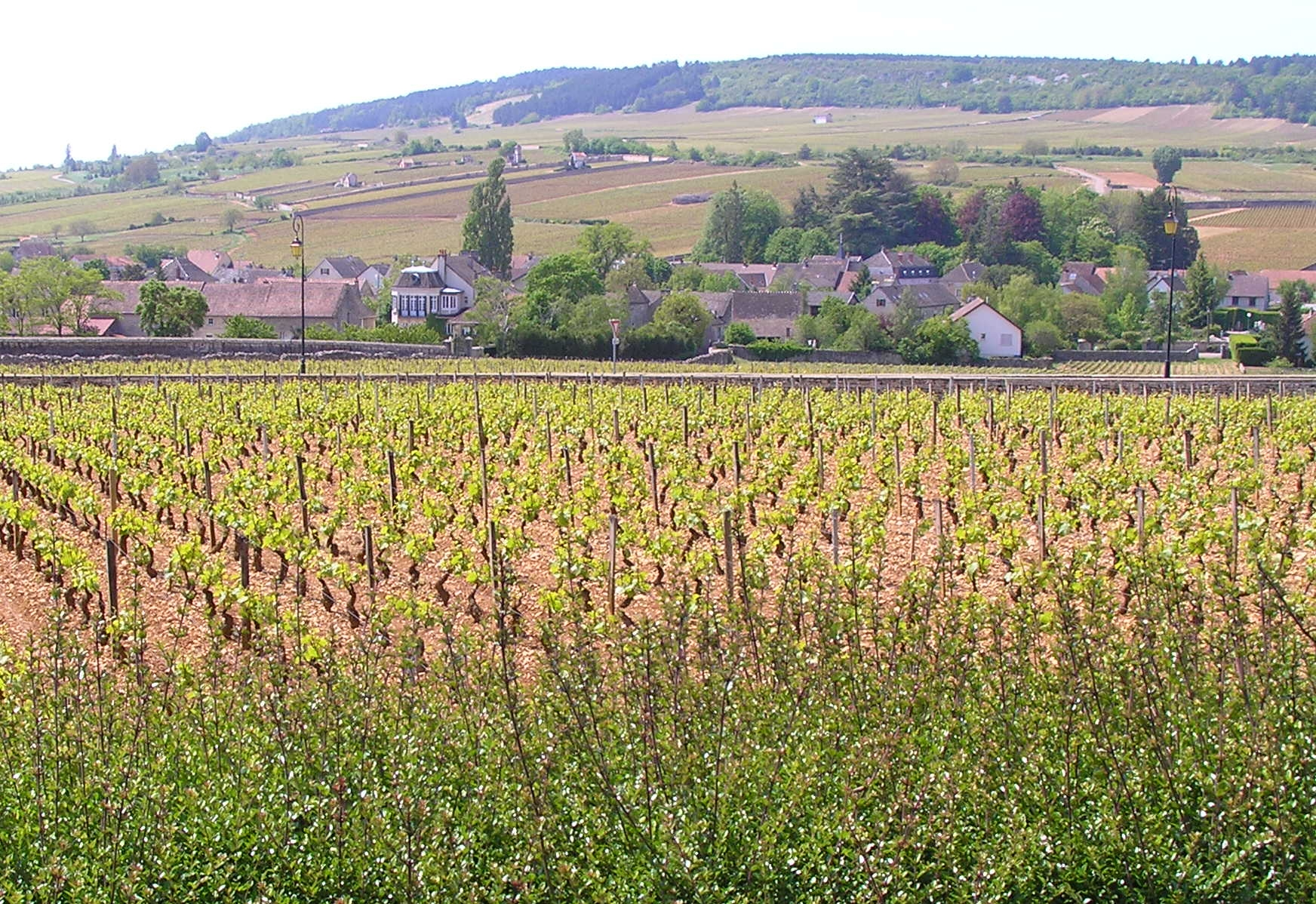
Le vignoble.

### Climat
Pour des articles plus généraux, voir Climat de la Bourgogne-Franche-Comté et Climat de la Côte-d'Or.
En 2010, le climat de la commune est de type climat océanique dégradé des plaines du Centre et du Nord, selon une étude du Centre national de la recherche scientifique s'appuyant sur une série de données couvrant la période 1971-2000. En 2020, Météo-France publie une typologie des climats de la France métropolitaine dans laquelle la commune est exposée à un climat océanique altéré et est dans la région climatique  Bourgogne, vallée de la Saône, caractérisée par un bon ensoleillement (1 900 h/an), un été chaud (18,5 °C), un air sec au printemps et en été et des vents faibles.
Pour la période 1971-2000, la température annuelle moyenne est de 11,1 °C, avec une amplitude thermique annuelle de 17,6 °C. Le cumul annuel moyen de précipitations est de 805 mm, avec 11 jours de précipitations en janvier et 6,8 jours en juillet. Pour la période 1991-2020, la température moyenne annuelle observée sur la station météorologique de Météo-France la plus proche, « La Rochepot », sur la commune de La Rochepot à 7 km à vol d'oiseau, est de 10,6 °C et le cumul annuel moyen de précipitations est de 849,5 mm,. Pour l'avenir, les paramètres climatiques de la commune estimés pour 2050 selon différents scénarios d'émission de gaz à effet de serre sont consultables sur un site dédié publié par Météo-France en novembre 2022.

## Urbanisme

### Typologie
Au 1er janvier 2024, Meursault est catégorisée bourg rural, selon la nouvelle grille communale de densité à 7 niveaux définie par l'Insee en 2022.
Elle est située hors unité urbaine. Par ailleurs la commune fait partie de l'aire d'attraction de Beaune, dont elle est une commune de la couronne,. Cette aire, qui regroupe 64 communes, est catégorisée dans les aires de 50 000 à moins de 200 000 habitants,.

### Occupation des sols
L'occupation des sols de la commune, telle qu'elle ressort de la base de données européenne d’occupation biophysique des sols Corine Land Cover (CLC), est marquée par l'importance des territoires agricoles (78 % en 2018), en diminution par rapport à 1990 (79,2 %). La répartition détaillée en 2018 est la suivante : 
cultures permanentes (53,2 %), terres arables (20,8 %), zones urbanisées (10,9 %), forêts (7,2 %), zones agricoles hétérogènes (3,9 %), milieux à végétation arbustive et/ou herbacée (3,9 %). L'évolution de l’occupation des sols de la commune et de ses infrastructures peut être observée sur les différentes représentations cartographiques du territoire : la carte de Cassini (XVIIIe siècle), la carte d'état-major (1820-1866) et les cartes ou photos aériennes de l'IGN pour la période actuelle (1950 à aujourd'hui).

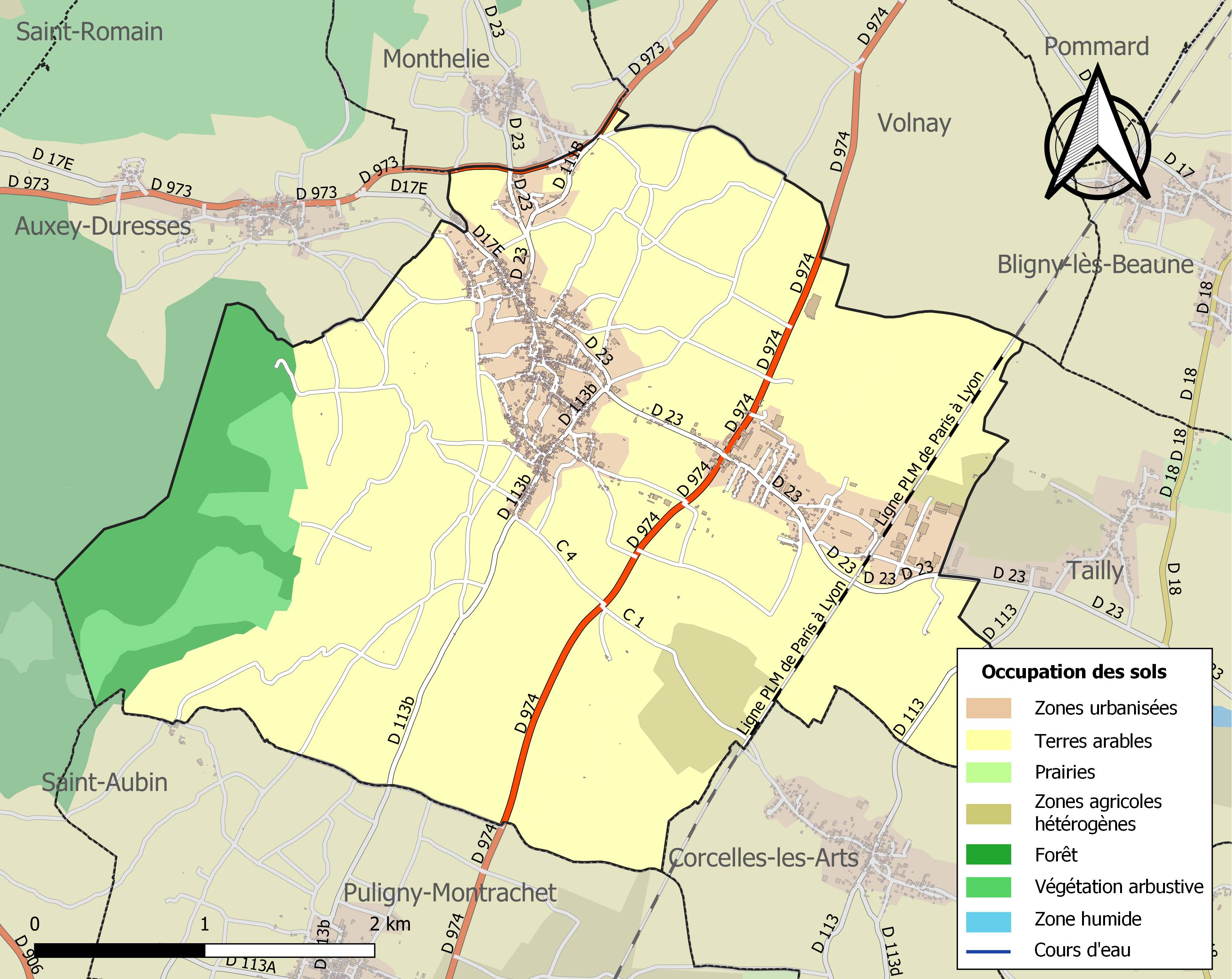
Carte des infrastructures et de l'occupation des sols de la commune en 2018 (CLC).

## Histoire

### Vestiges préhistoriques et antiques
- Camp préhistorique puis gallo-romain du mont Mélian.
- Vestiges d'une villa gallo-romaine, au climat des Chauzeaux.

### Généralités historiques

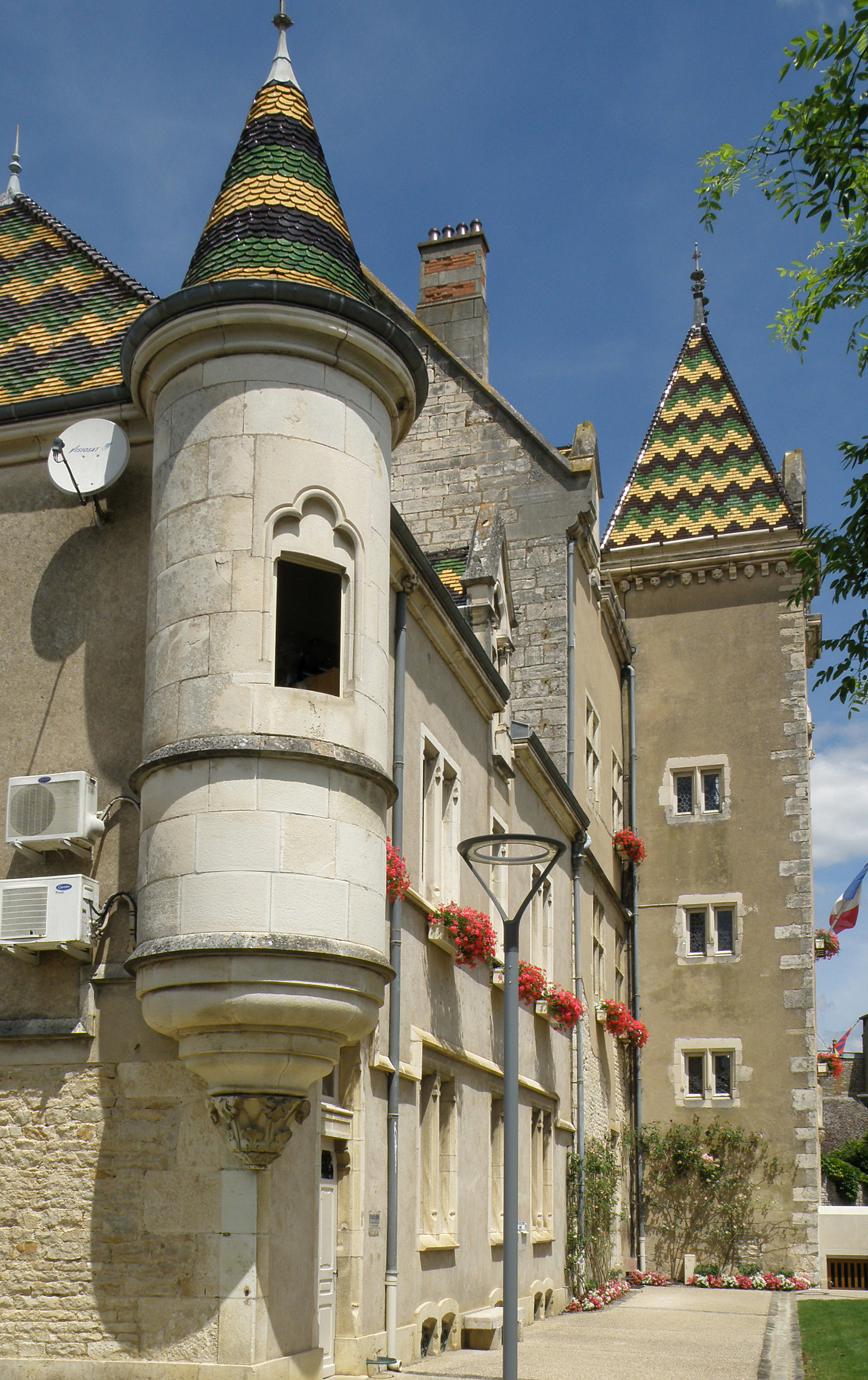
Château fort, détail de fortification.

Le château fort de Meursault construit en 1337 par le seigneur Robert de Grancey fut démantelé en 1474 par ordre du roi Louis XI ; restauré puis à nouveau démantelé en 1633 par ordre de Richelieu, après la trahison d'Henri de Montmorency. (Il a été remanié depuis en hôtel de ville avec son toit en tuile vernissée de Bourgogne)
Seigneurie des Vergy, des Grancey, de Guy Pot (frère de Philippe Pot), comte de Saint-Pol, puis des Montmorency.
Lors de la seconde Guerre mondiale, Meursault se situait toute proche de la zone libre. C'est à ce titre qu'une partie de l'intrigue du célèbre film fictionnel La Grande Vadrouille se situe à Meursault, là même où les héros du film vont tenter de franchir la ligne de démarcation.

### Architecture civile

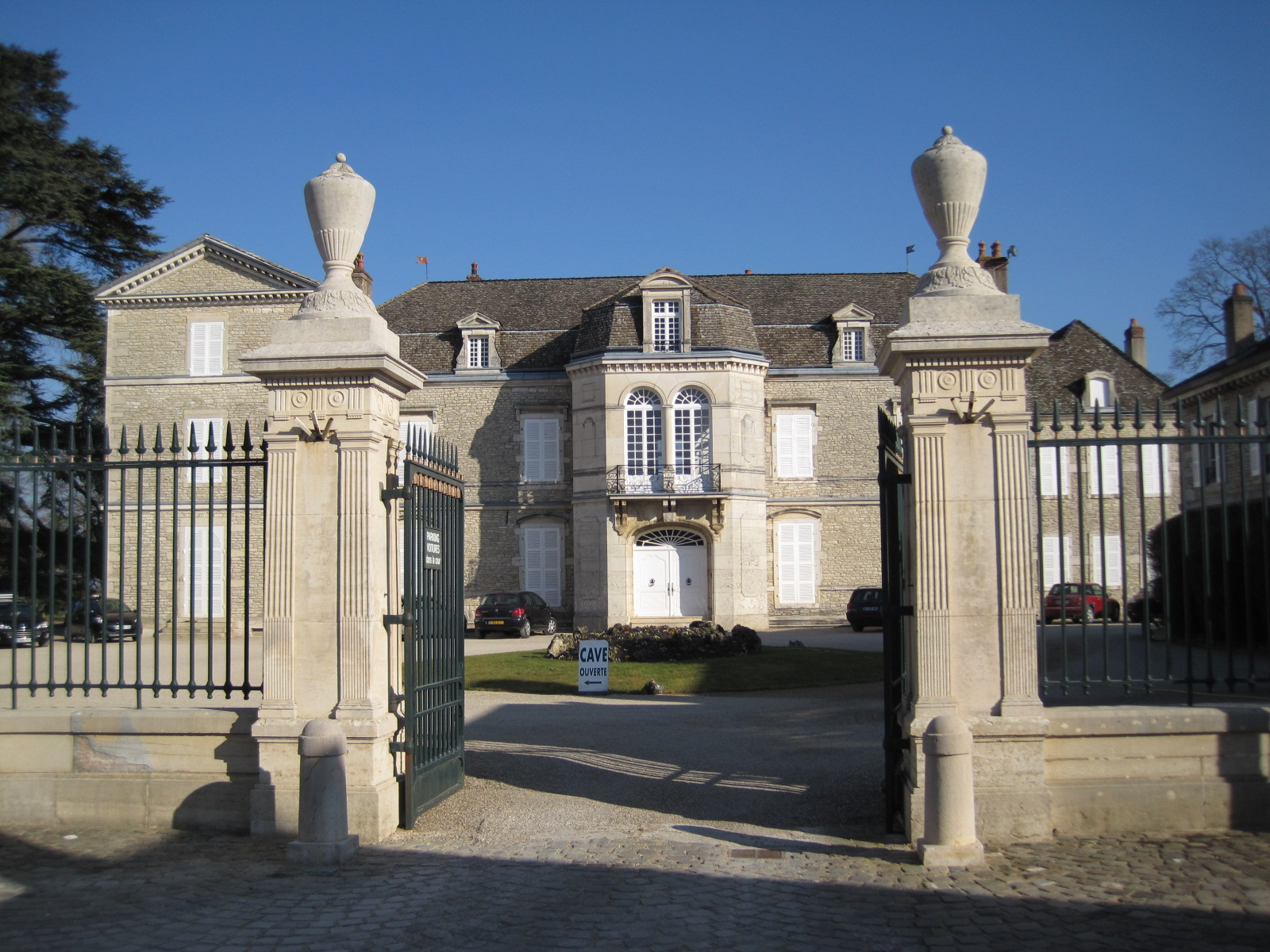
Château de Meursault du XIe siècle.

- Château fort de Meursault (actuel « hôtel de ville de Meursault ») XIVe, remanié XVe, XVIIe et XIXe : haut donjon carré, escalier de pierre, cheminée Renaissance, toits de tuile vernissée de Bourgogne.
- Château de Meursault (XIe siècle)
- Ancienne léproserie ou hôpital de Meursault XIIe (IMH) : ancienne porterie et chapelle (IMH).
- Belles maisons vigneronnes XVe/XVIe.
- Maison forte de Montsachet XIVe.
- Château de la Velle : château et four à pain, puits avec porte-poulie (IMH).

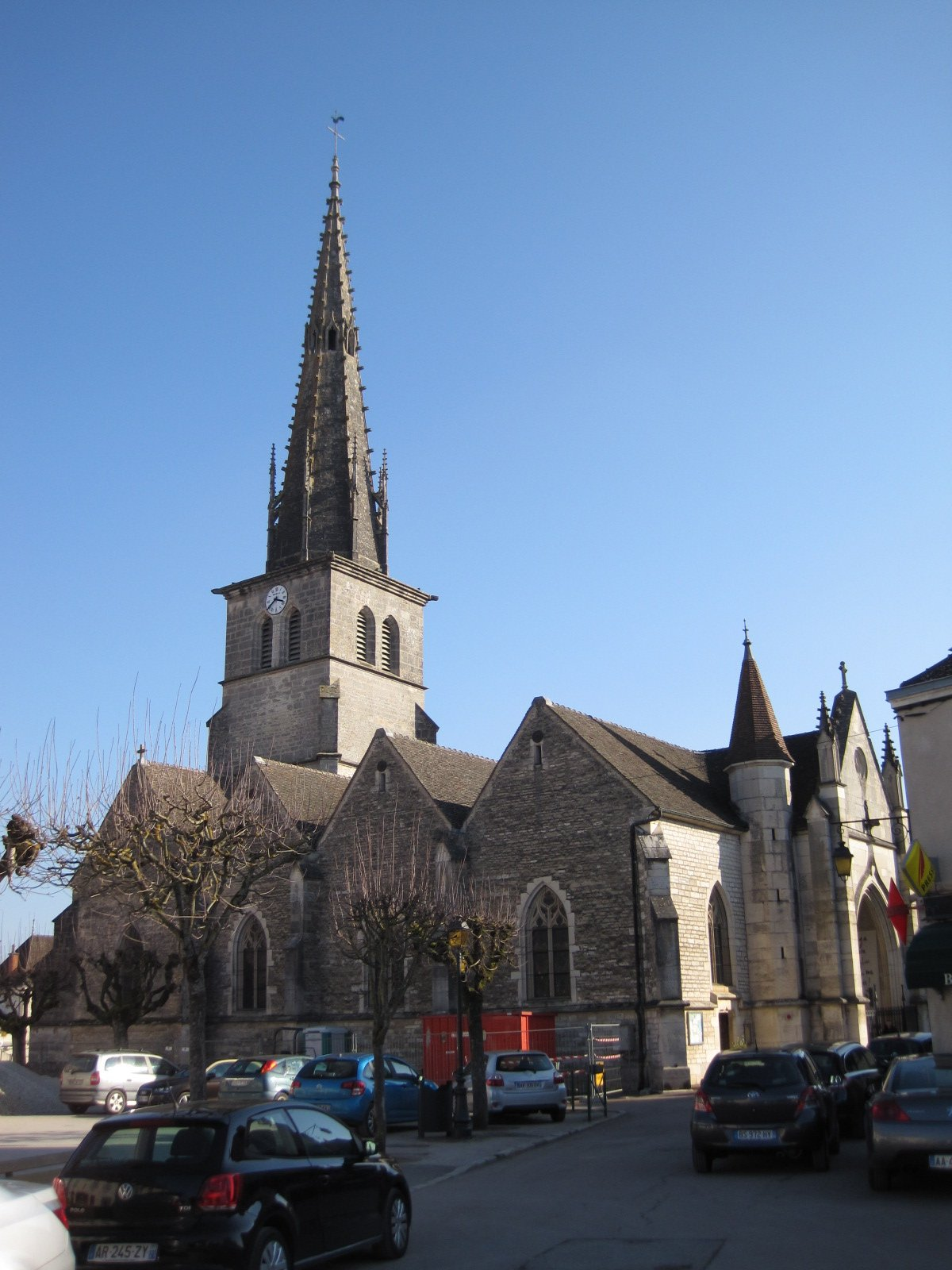
Église Saint-Nicolas de Meursault du XVe siècle.

- Ancien moulin Blanc.
- Four banal de Montsachet.

### Architecture religieuse
- Église Saint-Nicolas de Meursault (XVe siècle).

### Lieux et monuments
- Grotte de Porée Piarde est classé zone naturelle d'intérêt écologique, faunistique et floristique de type I.
- le creux de Nervaux est une petite combe stérile qui descend du plateau. La tradition locale y voyait un lieu de sabbat[19].

## Politique et administration

### Liste des maires
| Période         | Période  | Identité             | Étiquette | Qualité                                        |
| --------------- | -------- | -------------------- | --------- | ---------------------------------------------- |
| 1944            | 1945     | Maxime Latour        |           | Adjoint faisant fonctions                      |
| avril 1945      | mai 1945 | Henri Emboulas       |           |                                                |
| 1945            | 1947     | Paul Duvernois       |           |                                                |
| 1947            | 1949     | Charles Giraud       |           |                                                |
| 1949            | 1950     | Paul Duvernois       |           | Adjoint faisant fonctions                      |
| 1950            | 1959     | Henri Emboulas       |           |                                                |
| 1959            | 1975     | Étienne de Moucheron |           | Capitaine de Cavalerie                         |
| 1975, puis 1981 | 2001     | Hubert Rougeot       |           | Entrepreneur de Travaux Publics et Viticulteur |
| 2001            | 2020     | Jean-Claude Monnier  | SE        | Agriculteur retraité                           |
| 2020            | En cours | Denis Thomas         | LR        | Retraité de la SNCF, conseiller départemental  |

## Démographie
L'évolution du nombre d'habitants est connue à travers les recensements de la population effectués dans la commune depuis 1793. Pour les communes de moins de 10 000 habitants, une enquête de recensement portant sur toute la population est réalisée tous les cinq ans, les populations de référence des années intermédiaires étant quant à elles estimées par interpolation ou extrapolation. Pour la commune, le premier recensement exhaustif entrant dans le cadre du nouveau dispositif a été réalisé en 2007.

En 2022, la commune comptait 1 376 habitants, en évolution de −4,58 % par rapport à 2016 (Côte-d'Or : +0,82 %, France hors Mayotte : +2,11 %).
| 1793  | 1800  | 1806  | 1821  | 1831  | 1836  | 1841  | 1846  | 1851  |
| ----- | ----- | ----- | ----- | ----- | ----- | ----- | ----- | ----- |
| 1 341 | 1 624 | 1 704 | 1 917 | 2 066 | 2 106 | 2 107 | 2 259 | 2 178 |

| 1856  | 1861  | 1866  | 1872  | 1876  | 1881  | 1886  | 1891  | 1896  |
| ----- | ----- | ----- | ----- | ----- | ----- | ----- | ----- | ----- |
| 2 227 | 2 416 | 2 625 | 2 662 | 2 700 | 2 637 | 2 618 | 2 564 | 2 512 |

| 1901  | 1906  | 1911  | 1921  | 1926  | 1931  | 1936  | 1946  | 1954  |
| ----- | ----- | ----- | ----- | ----- | ----- | ----- | ----- | ----- |
| 2 426 | 2 476 | 2 254 | 1 939 | 1 916 | 1 846 | 1 768 | 1 721 | 1 763 |

| 1962  | 1968  | 1975  | 1982  | 1990  | 1999  | 2006  | 2007  | 2012  |
| ----- | ----- | ----- | ----- | ----- | ----- | ----- | ----- | ----- |
| 1 869 | 1 831 | 1 733 | 1 645 | 1 538 | 1 598 | 1 567 | 1 563 | 1 503 |

| 2017  | 2022  | - | - | - | - | - | - | - |
| ----- | ----- | - | - | - | - | - | - | - |
| 1 425 | 1 376 | - | - | - | - | - | - | - |

## Personnalités liées à la commune
- Jéhan de Massol, conseiller au parlement de Bourgogne, bienfaiteur des Hospices de Beaune en 1669, seigneur en partie de Meursault
- Hugues de Salins, médecin du XVIIe siècle, défenseur des vins de Bourgogne, y est mort en 1710.
- Gérard Oury a tourné à Meursault plusieurs scènes du film La Grande Vadrouille, dont la scène de la Kommandantur dans le cadre de la mairie actuelle. Certaines autres séquences censées se dérouler à Meursault furent filmées en réalité dans l’Yonne à Vézelay et Noyers-sur-Serein.
- André Ropiteau (1904-1940), né à Meursault, écrivain, ethnologue, photographe et négociant français - passionné de la Tahiti et de la Polynésie ainsi que de Pierre Loti, membre de la Société des océanistes, mort au combat en juin 1940 devant Toul[27].
- Les frères Charles-Henry et Philibert Bouzereau, officiers de l'armée de Napoléon 1er, nés et morts à Meursault.
- Henri Maldiney, philosophe, y est né.
- Albert Corey, [Meursault 1878 - Paris 1926], médaillé olympique aux J.O. de Saint Louis (USA) en 1904, où il était le seul Français présent[28].
- Marcel Leyat, [Die 1885 - 1986], avionneur et aviateur, concepteur notamment de plusieurs voitures à hélice. Installé à Meursault après 1922 en vue d’industrialiser son invention, grâce à l’aide du notaire Charles Carmaniolle, il finit par renoncer. Le notaire se tuera au volant de son Helica en 1926.
- Yves Henry (1959-), pianiste classique français, il créa en 1986 le festival de musique "Bach à Bacchus". Il est propriétaire avec sa femme du domaine Marthe Henry.

## Héraldique
| Blason de Meursault | Blason  | Bandé d'or et d'azur de six pièces, à la bordure de gueules.                                                                                                |
| Blason de Meursault | Détails | Avant que les Valois ne soient les ducs de Bourgogne, il s'agissait du blasonnement du duché de Bourgogne. Le statut officiel du blason reste à déterminer. |

## Jumelages
- Leignon (Belgique)
- Rüdesheim am Rhein (Allemagne)

## Culture et festivités
Meursault, commune viticole, a accueilli en 2001 la 57e édition de la Fête de la Saint-Vincent tournante, manifestation supervisée par la Confrérie des chevaliers du Tastevin (fête que la commune avait déjà reçue à deux reprises, d'abord en 1949 puis en 1972).
Parmi les autres fêtes et manifestations figurent :
- la Paulée de Meursault ;
- le prix littéraire de la Paulée de Meursault ;
- la Paulée de Printemps (anciennement « Banée de Meursault ») ;
- le Rougeot Trail « Meursault by Night » ;
- le vide-grenier de l'Amicale murisaltienne du quartier de l'Hôpital (AMQH), chaque premier dimanche de juillet.

## Galerie

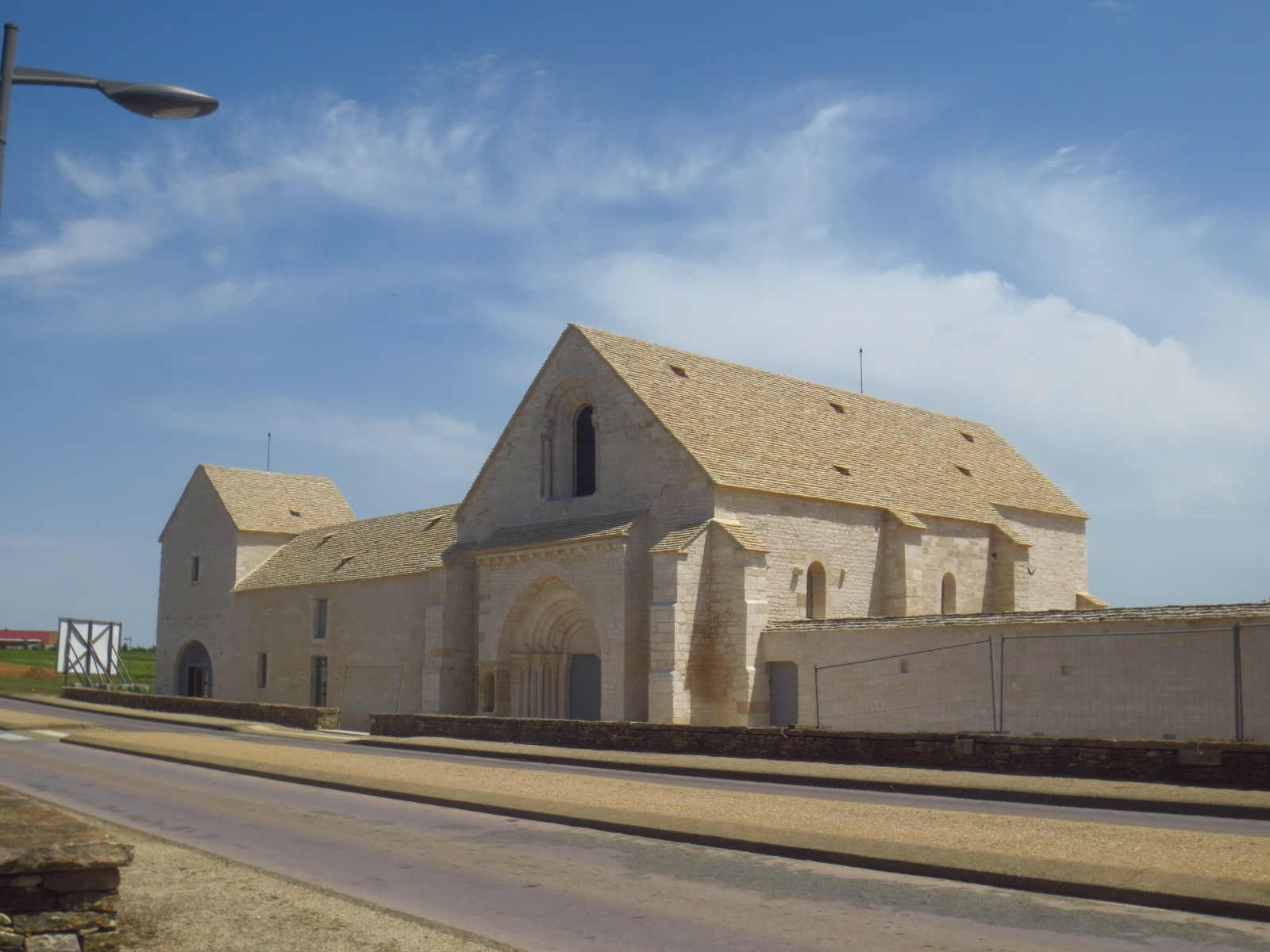
Ancienne léproserie de Meursault.
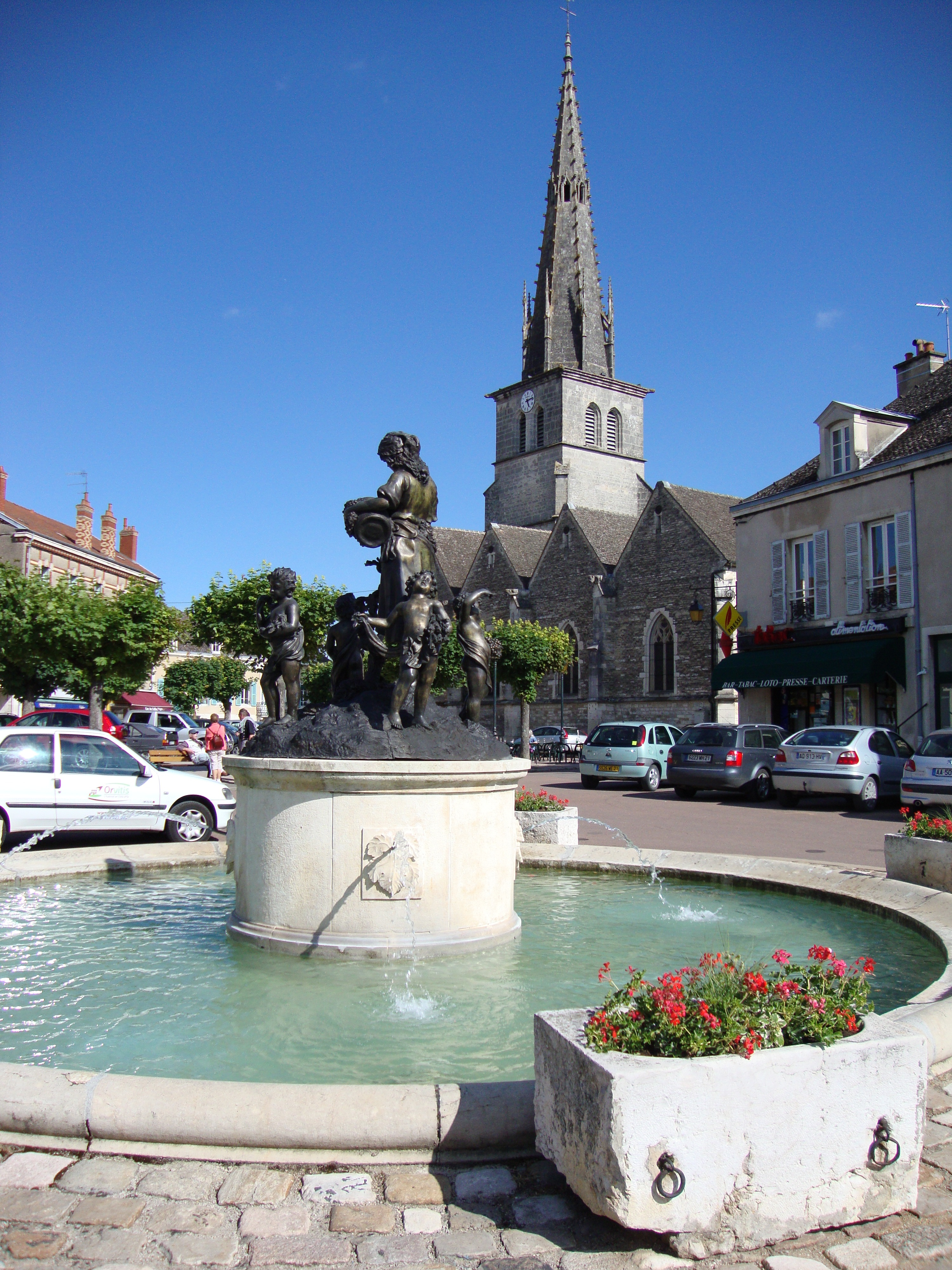
Fontaine et église Saint-Nicolas de Meursault.
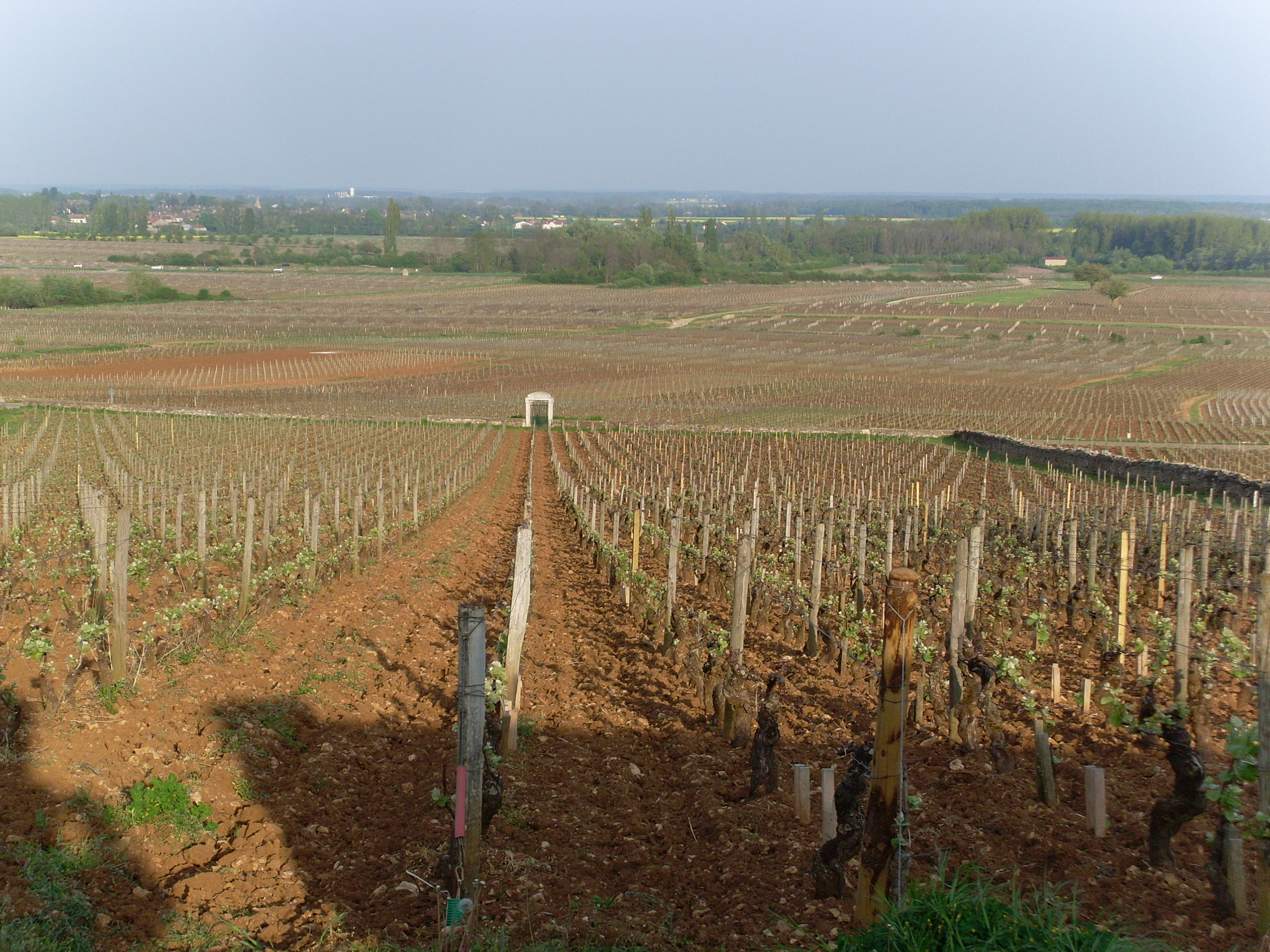
Vignoble Meursault (AOC).
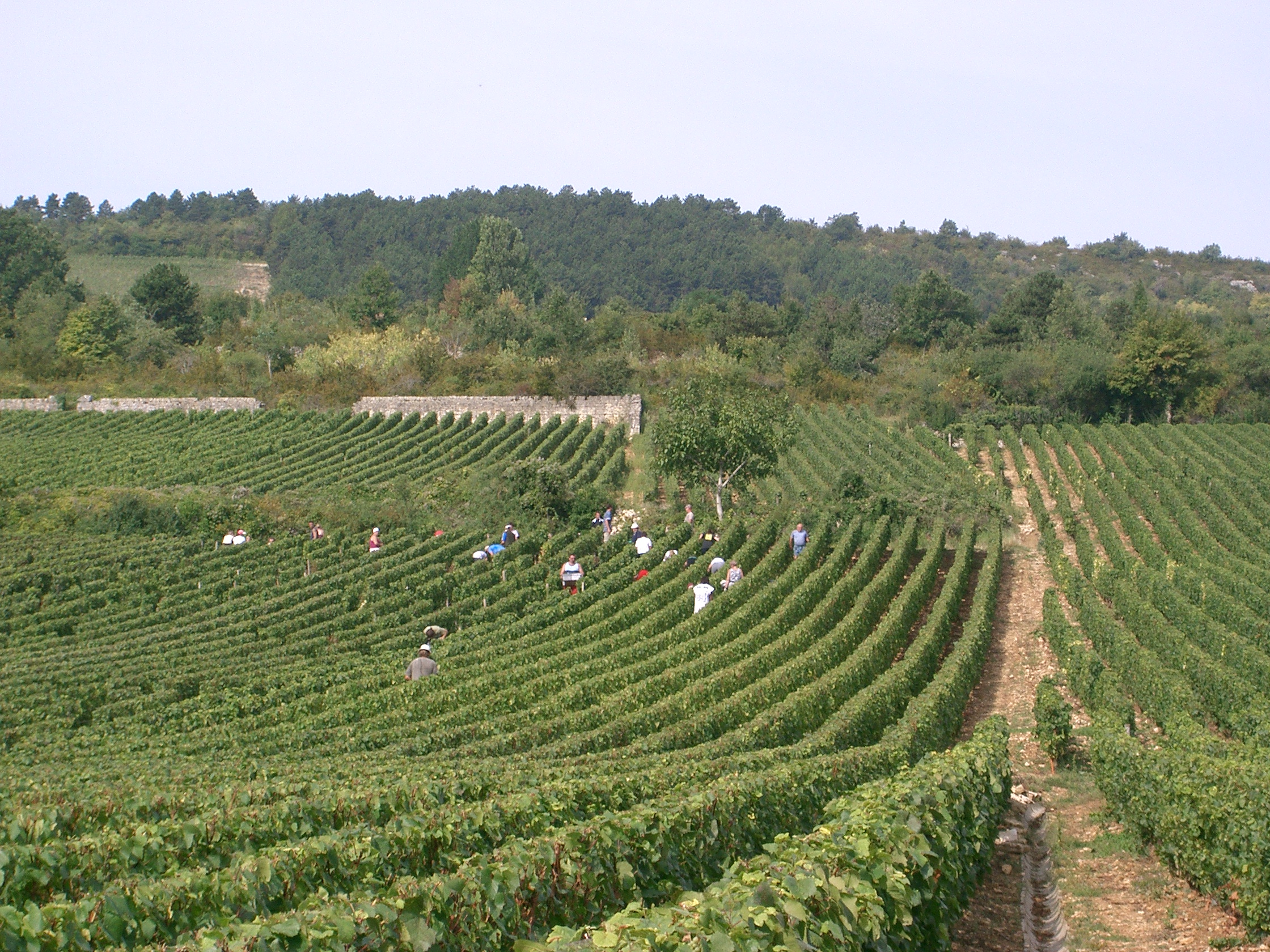
Vendanges à Meursault.
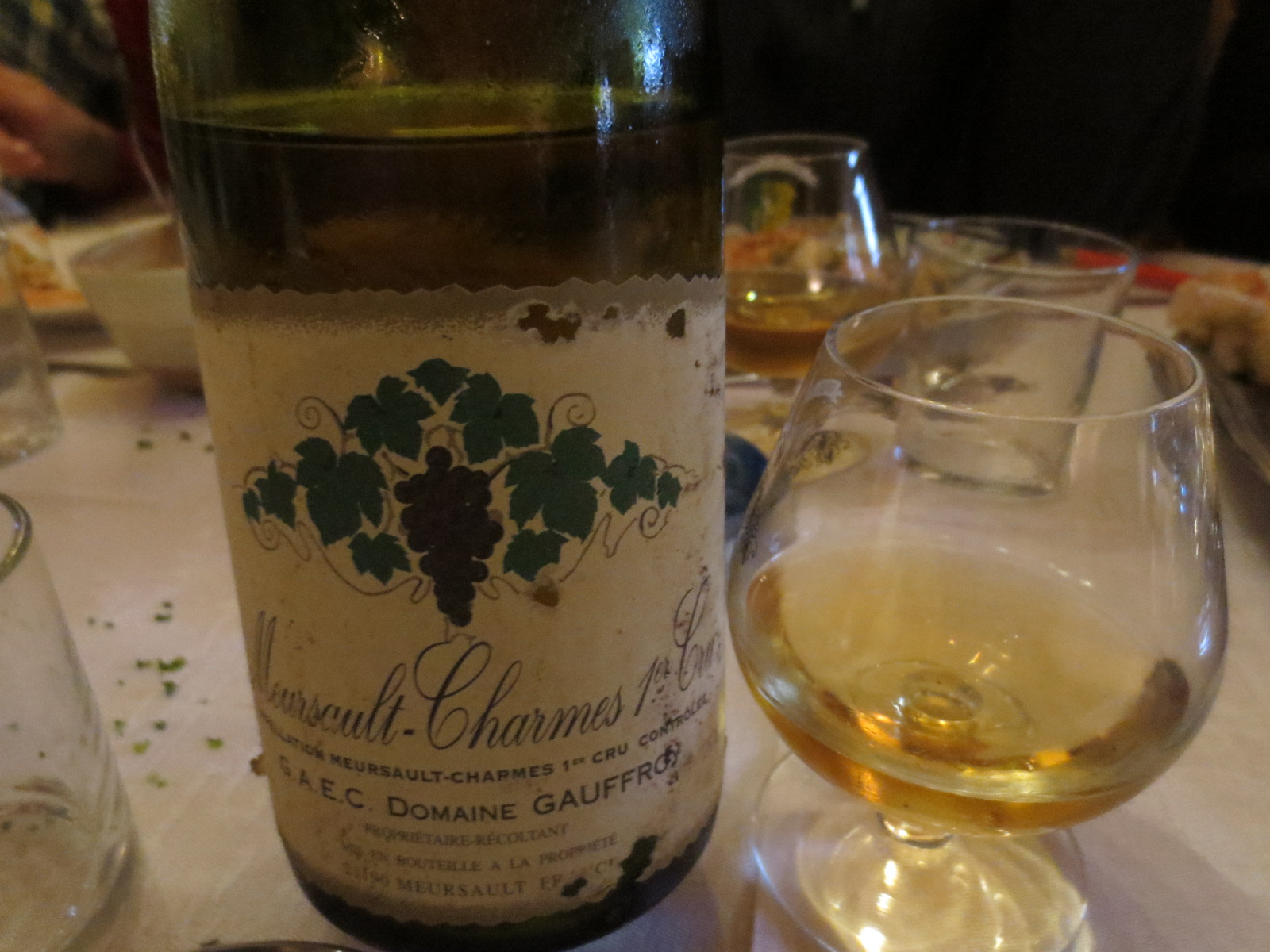
Meursault Charmes Ier cru.
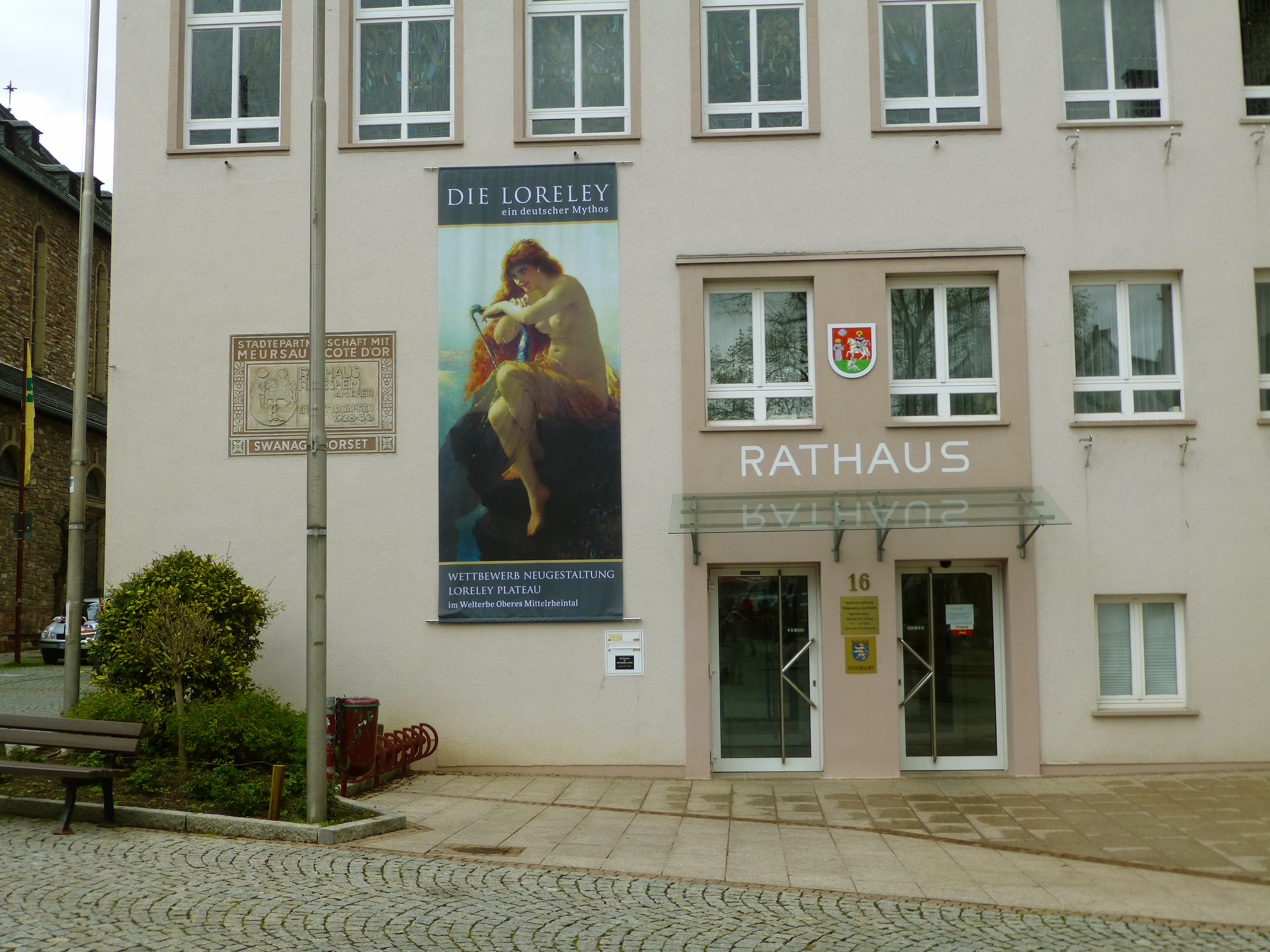
La plaque du jumelage à Rüdesheim.
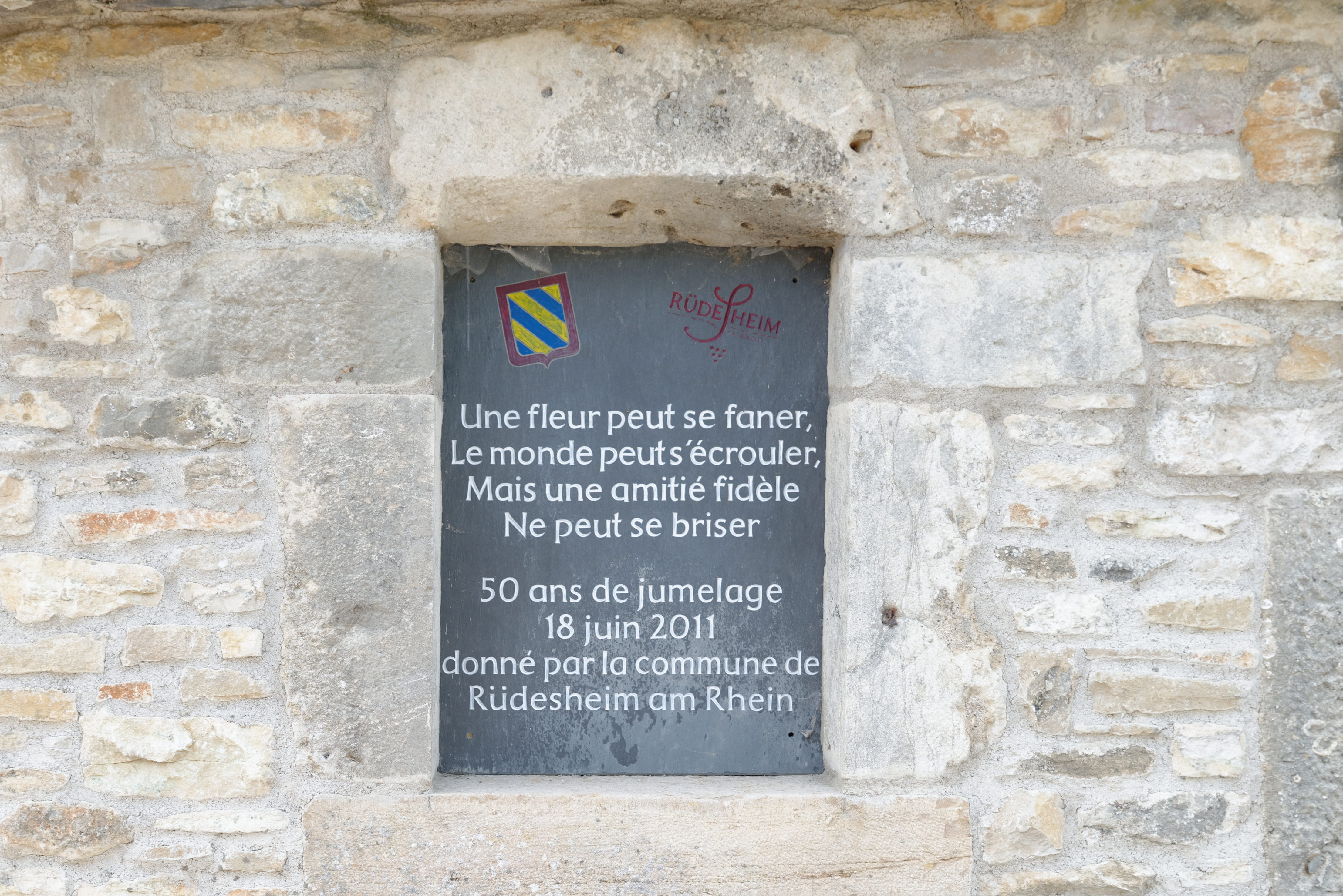
La plaque des 50 ans de jumelage avec Rüdesheim.
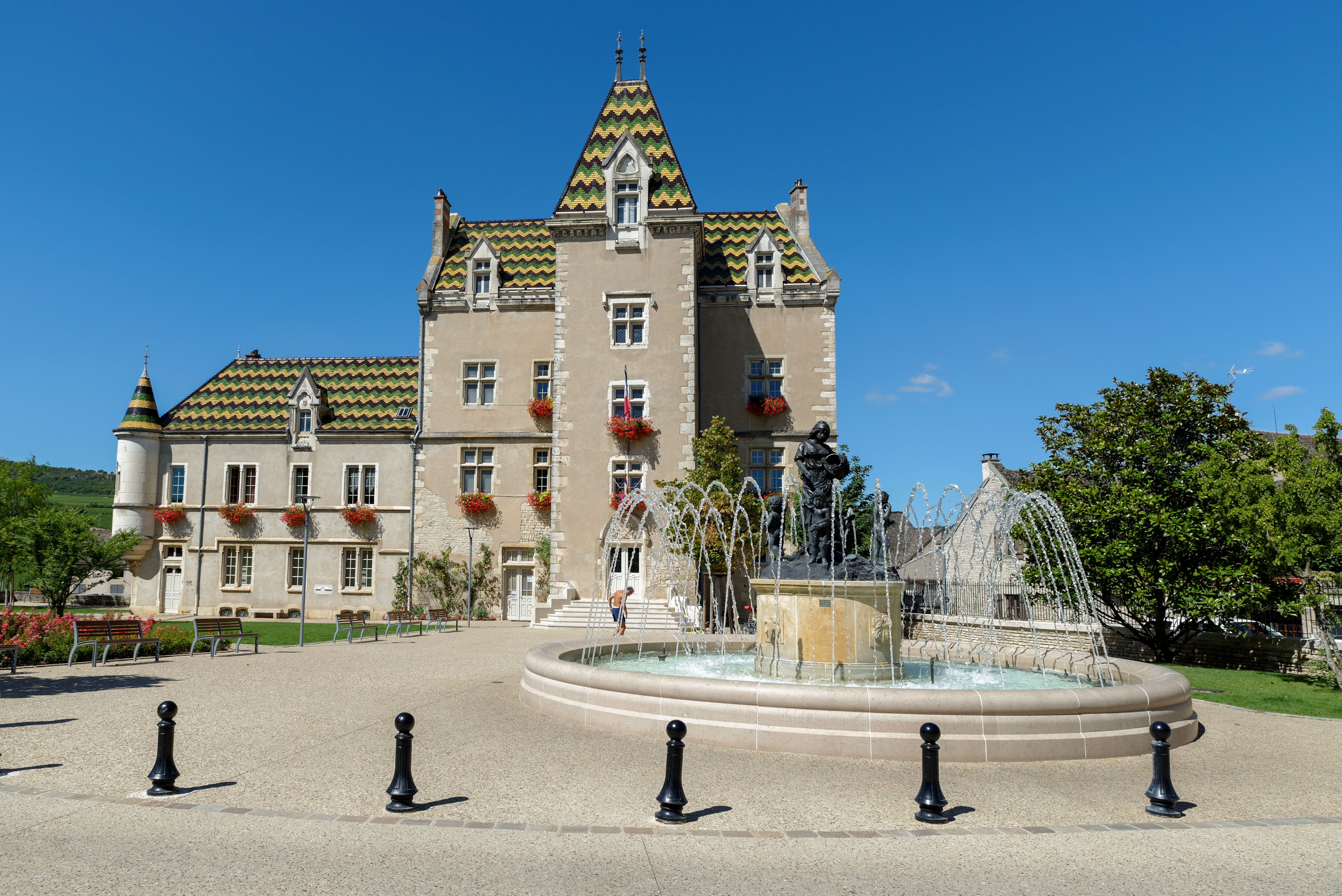
Hôtel de ville de Meursault.
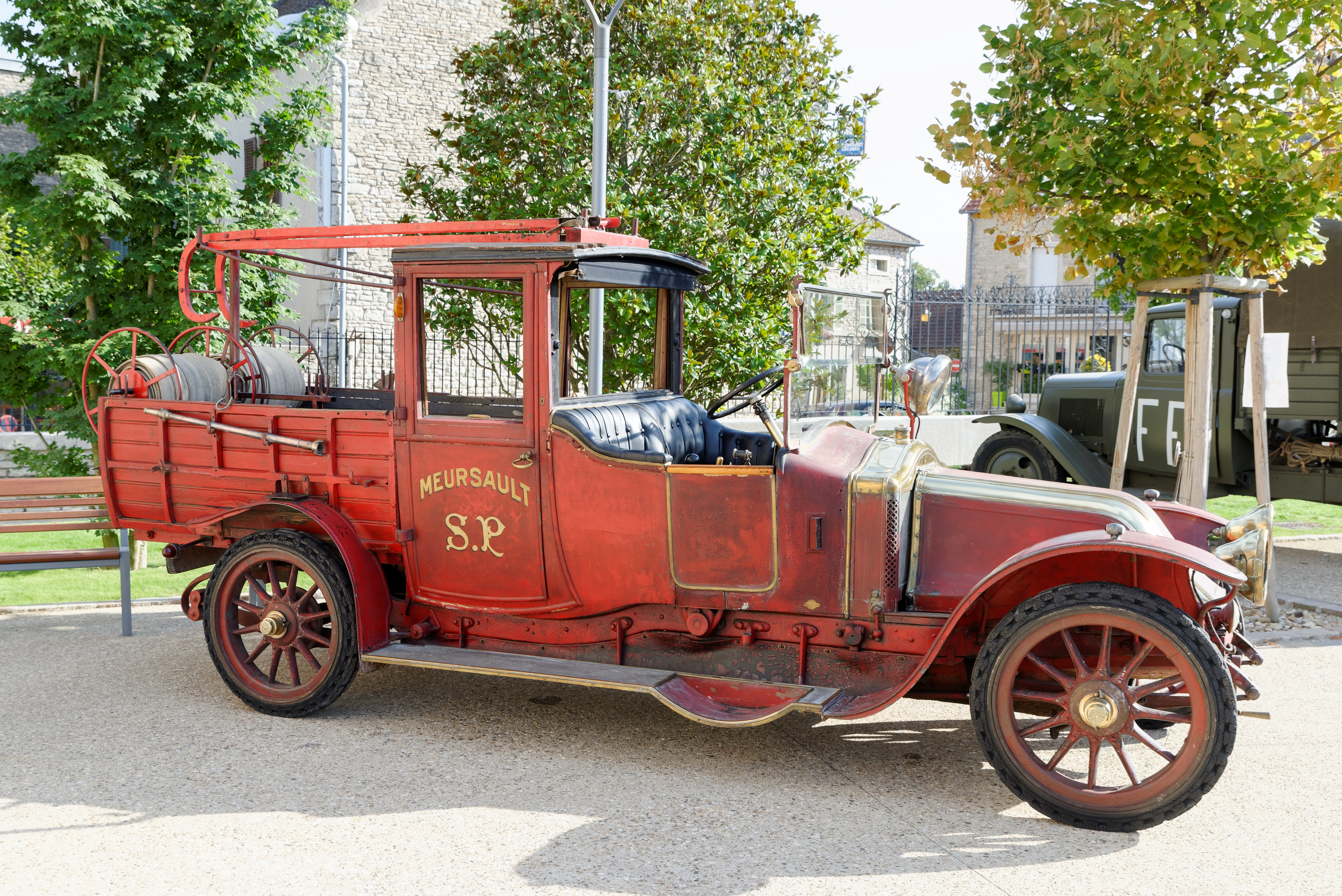
Exposition du camion de pompier devant l'hôtel de ville lors du 50e anniversaire du film La Grande Vadrouille.